# Unna (distrito)
Unna é um distrito (Kreis ou Landkreis) da Alemanha localizado na região administrativa (Regierungsbezirk) de Arnsberg, no estado da Renânia do Norte-Vestfália.

## Cidades e municípios
|             |                        |
| Cidades     | População (30/06/2007) |
| Lünen       | 89 131                 |
| Unna        | 67 755                 |
| Bergkamen   | 51 884                 |
| Schwerte    | 49 221                 |
| Kamen       | 45 722                 |
| Werne       | 30 474                 |
| Selm        | 27 469                 |
| Fröndenberg | 22 655                 |
| Municípios  |                        |
| Bönen       | 19 035                 |
| Holzwickede | 17 346                 |